# Numération Suzhou
La numération Suzhou (chinois simplifié : 苏州码子 ; chinois traditionnel : 蘇州碼子 ; pinyin : Sūzhōu mǎzǐ ; Wade : Su¹chou¹ ma³zi³) ou huama (chinois simplifié : 花码 ; chinois traditionnel : 花碼 ; pinyin : huāmǎ ; Wade : hua¹ma³) est un système numérique utilisé en Chine avant l’introduction des chiffres arabes.

Chiffres Suzhou

## Histoire
La numération Suzhou est la seule survivante des différentes transformations de l’ancienne notation chinoise du type positionnel « à bâtons ». Elle descend d'une forme en usage dans la Chine du Sud sous la dynastie Song.
Les nombres Suzhou trouvaient leur usage principal dans le domaine commercial, étant utilisés, par exemple, pour la rédaction de registres commerciaux. Dans le style formel, par contre, on utilisait, comme aujourd’hui, la numération chinoise traditionnelle, qui présente les analogies les plus fortes avec le système européen[réf. nécessaire]. Les nombres Suzhou sont restés dans l’usage populaire dans certains marchés chinois, comme celui de Hong Kong, d’où ils ont commencé à disparaître pendant les années 1990, remplacés par les chiffres arabes. Aujourd’hui on peut encore les voir sporadiquement dans les marchés, sur les pancartes de prix écrites à la main.

## Symboles
Dans le système numérique suzhou, les chiffres sont représentés par des symboles spéciaux, différents des sinogrammes traditionnels qui représentent des nombres entiers simples, pour adoptant une forme contractée plus commode pour écrire (et également prononcer clairement) les grands nombres.
| Unités de base                                         |    |        |        |               |        |        |      |      |
| 0                                                      | 〇 | U+3007 |        |               | ling   | ling   | ling | ling |
| 1                                                      | 〡 | U+3021 | 一     | U+4E00        | yih    | yat    | ih   | chit |
| 2                                                      | 〢 | U+3022 | 二     | U+4E8C        | ’rh    | í      | ‛rh  | no   |
| 3                                                      | 〣 | U+3023 | 三     | U+4E09        | sán    | sám    | sáⁿ  | sⁿá  |
| 4                                                      | 〤 | U+3024 |        |               | sz’    | sz’    | sz’  | sí   |
| 5                                                      | 〥 | U+3025 | wú     | ’ng           | ú      | goé    |      |      |
| 6                                                      | 〦 | U+3026 | luh    | luk           | loh    | lák    |      |      |
| 7                                                      | 〧 | U+3027 | ts’ih  | ts’at         | ts’ih  | ch’it  |      |      |
| 8                                                      | 〨 | U+3028 | páh    | pát           | páh    | pèh    |      |      |
| 9                                                      | 〩 | U+3029 | kiú    | kau           | kyeu   | kiú    |      |      |
| Sinogrammes multiplicateurs des unités et (*)ligatures |    |        |        |               |        |        |      |      |
| 10                                                     | 〸 | U+3038 | 十 什  | U+5341 U+4EC0 | shih   | shap   | zeh  | cháp |
| (*)20                                                  | 〹 | U+3039 | 廿     | U+5EFF        | ?      | ?      | ?    | ?    |
| (*)30                                                  | 〺 | U+303A | 卅     | U+5345        | ?      | ?      | ?    | ?    |
| 100                                                    |    |        | 百     | U+767E        | péh    | pák    | puh  | pèh  |
| 1 000                                                  | 千 | U+5343 | ts’ien | ts’in         | ts’ieⁿ | ch’eng |      |      |
| 10 000                                                 | 万 | U+4E07 | wán    | mán           | váⁿ    | bán    |      |      |

## Formes alternatives et ligatures
Les chiffres 1, 2 et 3 sont tous représentés par de petites barres verticales. Cela peut créer des ambiguïtés quand ils se trouvent dans des positions continues, donc on préfère dans plusieurs cas utiliser les chiffres han standards :
- En général, le premier chiffre d’une séquence est représenté par le chiffre suzhou, les suivants dans le système han. Par exemple, pour écrire 21 on utilise « 〢一 » en remplacement de « 〢〡 », qu’on peut confondre avec 3 « (〣) ».
- Pour l'usage comptable, on forme une ligature des chiffres 2 et 3 avec le sinogramme supplémentaire représentant les dizaines, centaines, milliers et myriades, sous la forme du chiffre suzhou de l'unité (barres verticales) et de certains traits superposés de l'unité correspondante (par exemple la barre horizontale issue du sinogramme de la dizaine). Cet usage est devenu très commun pour les premières dizaines.

L'usage traditionnel n'avait pas de norme commune pour les multiplicateurs de l'unité représentant les puissances de dix au-delà de la myriade. Pour écrire les grands nombres, on les groupait logiquement par bloc de quatre chiffres en séparant dans chaque groupe chaque chiffre décimal par le sinogramme multiplicateur représentant l'ordre de grandeur (dix, cent ou mille) et séparant chaque groupe par le sinogramme de la myriade. De plus le chiffre zéro (ling) n'était pas écrit s'il n'était pas suivi d'un chiffre non nul dans le même groupe. Puis on reprenait la séquence pour les groupes suivants. Toutefois divers métiers utilisaient des sinogrammes supplémentaires (également variables selon les régions et dialectes chinois) pour certains ordres de grandeur jusqu'à dix millions.
L'usage moderne simplifié n'écrit souvent plus les sinogrammes donnant l'ordre de grandeur mais utilise directement les dix chiffres décimaux de base (y compris le zéro) sans les suffixer du sinogramme représentant l'ordre de grandeur ; toutefois pour faciliter la lecture, seul le premier multiplicateur (de poids le plus élevé) peut encore être écrit. Mais il est encore d'usage de prononcer tous les multiplicateurs comme des suffixes du chiffre de base, à l'exception du chiffre 1 remplacé par la prononciation du seul sinogramme donnant l'ordre de grandeur pour les dizaines, centaines, milliers et myriades et alors d'omettre les chiffres suivants du même groupe s'ils sont tous nuls.
Pour certains termes courants, un numéral suzhou ou han simplifié peut aussi former une ligature avec le radical et certains traits distinctifs d'un sinogramme désignant les objets comptés ou les unités de mesure (par exemple le radical désignant un homme, transcrit sous une forme réduite pour faire la place au numéral). Le numéral est alors soit prononcé seul (l'objet compté est implicite), ou seulement marqué par une altération phonétique mineure du numéral, mais le sinogramme complet formé indique plus clairement l'objet désigné (ou bien le numéral est prononcé en suffixe du radical de l'objet) ; le numéral suzhou en revanche reste clairement lisible et identifiable dans le sinogramme ainsi formé. On en voit un exemple avec le sinogramme composite 什 désignant une dizaine d'hommes, qui se prononce comme le numéral han simplifié 〸 des dizaines, généralement transcrit de manière identique au numéral suzhou 〸, et qui parfois sert aussi de variante écrite à ce même numéral.
Pour l'usage international ou scientifique, et dans les écritures latines actuelles de certaines langues chinoises, les chiffres latino-arabes sont utilisés et reprennent le même groupement par bloc de quatre chiffres, séparés par des virgules ; le point est alors utilisé comme séparateur des décimales.

## Notation moderne
La notation moderne est du type positionnelle, avec les signes subdivisés sur deux lignes pour indiquer la valeur numérique, l’ordre de grandeur et l’unité de mesure. Suivant la numération à bâtons, les chiffres de la numération Suzhou sont toujours écrits horizontalement de gauche à droite, même lorsqu'ils sont utilisés dans des documents écrits verticalement.
| 〤 | 〇 | 〢 | 二 |
| 十 | 元 |    |    |

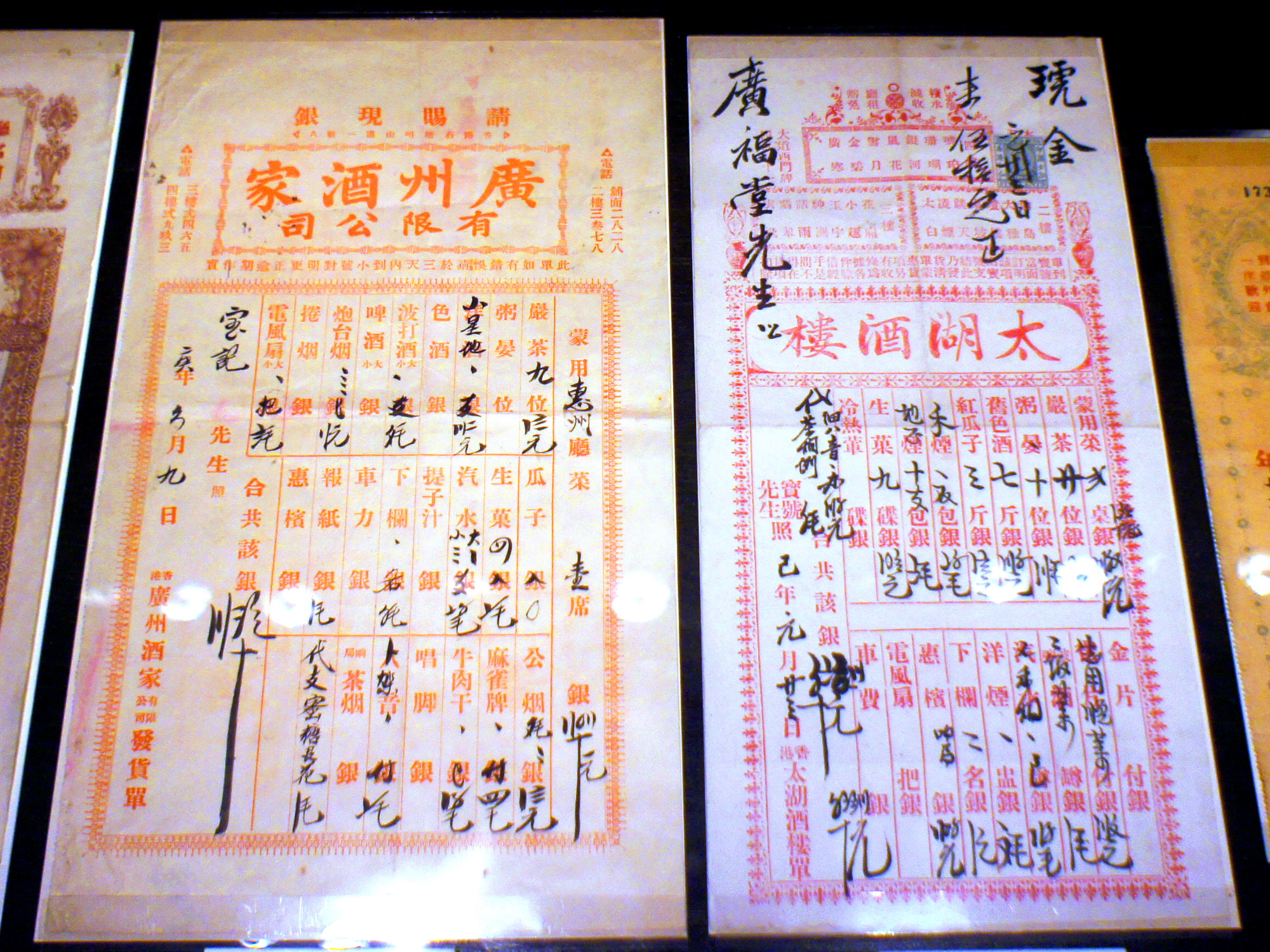
La numération Suzhou utilisée dans les factures de restaurants émises entre les années 1910 et 1920. Les chiffres sont écrits horizontalement de gauche à droite, même si les factures sont écrites verticalement de droite à gauche.

La première ligne contient une valeur numérique, dans cet exemple « 〤〇〢二 » pour « 4 022 ». La deuxième ligne est utilisée pour noter sous le premier chiffre un éventuel sinogramme multiplicateur qui indique l’ordre de grandeur du premier chiffre, ici « 十 » (qui vaut 10), qui permet également de fixer la position de l’éventuelle virgule décimale dans les chiffres qui suivent, et le sinogramme de l’unité de mesure, ici « 元 » (yuan). Tout ensemble, on peut donc lire « 40,22 yuan ».
Les sinogrammes possibles utilisés pour indiquer l’ordre de grandeur comprennent :
- qiān (千) pour les milliers ;
- bái (百) pour les centaines ;
- shí (十) pour les dizaines.

Il peut y en avoir plusieurs (qui se multiplient entre eux) au-delà de la myriade. Faute d'indications, on doit entendre que le premier chiffre indique une unité.
D’autres possibles caractères pour les unités de mesure comprennent :
- yuán (元) unité monétaire (yuan, dollar, …)
- máo (毫) ou (毛) dixièmes
- lǐ (里) li (mille chinois), aujourd'hui normalisé à 500 mètres (mais historiquement plus court, à 358,2 m en zhou occidental, mais 415,8 m en zhou oriental et han).

Ces deux caractères sont habituellement alignés avec le centre de la première ligne.
Le zéro est représenté par le caractère 〇, mais son indication n’est pas indispensable dans le cas de zéros initiaux et finals.
C'est très semblable à la notation scientifique moderne à virgule flottante, dans laquelle les chiffres significatifs sont représentés par une valeur dite mantisse, dont l’ordre de grandeur est défini par l’exposant.

## Dénomination incorrecte «Hangzhou»
Dans le standard Unicode, les dix chiffres de la numération suzhou ont été erronément définis comme chiffres dans le style Hangzhou. Avec le standard 5.0, un erratum a été diffusé, où on reconnaissait :
Les nombres Suzhou sont des formes numériques spéciales utilisées par les commerçants pour indiquer le prix des marchandises. L’usage du terme « HANGZHOU » dans leur dénomination est erronée.
Toutes les références à « Hangzhou » dans le standard Unicode ont été corrigés en « Suzhou », excepté le nom même des symboles, qui ne peut pas être modifié après l’assignation par rapport à la politique de stabilité d’Unicode (Unicode Stability Policy), selon laquelle dans la création de logiciel on peut utiliser les noms assignés aux symboles comme seuls indicateurs de référence.